# 남지연 (작가)
남지연은 대한민국의 텔레비전 드라마 작가이다. 

## 드라마
- 2014년 tvN 11부작 수요 미니시리즈 《황금거탑》 ... 공동집필
- 2021년 네이버 TV 웹 드라마 《그래서 나는 안티팬과 결혼했다》 ... 공동집필
- 2024년 MBC 금토 미니시리즈 《우리, 집》 ... 집필

## 시트콤
- 2006년 MBC 13부작 월요 시트콤 《소울메이트》 ... 공동집필

## 예능
- 2014년 ~ 2017년 JTBC 월요 예능프로그램 《비정상회담》 ... 공동집필